# محمد فوزی صبابطی
محمد فوزی صبابطی (انگلیسی: Mohamed Sebabti؛ زادهٔ ۶ مهٔ ۱۹۴۹) بازیکن هندبال اهل تونس بود.